# Colossus: The Forbin Project
Colossus - progetto Forbin (Colossus: The Forbin Project) è una pellicola fantascientifica statunitense del 1970 diretta da Joseph Sargent e basata sul romanzo Colossus del 1966 di D. F. Jones.

## Trama
Il dottor Charles A. Forbin è il capo progetto di un ambizioso esperimento segreto voluto dal dipartimento della difesa degli Stati Uniti d'America: la costruzione di un supercomputer, battezzato appunto Colossus, al quale dare il controllo totale delle armi nucleari del blocco alleato. Questa macchina è progettata per essere indistruttibile da qualsiasi attacco nucleare, nascosta nel cuore di una montagna ed alimentata da un proprio reattore nucleare.
Al momento della sua entrata in funzione, il Presidente degli Stati Uniti annuncia pubblicamente la sua esistenza all'opinione pubblica annunciando una nuova era di pace garantita dal nuovo sistema di controllo delle armi nucleari. Tuttavia, poco dopo la sua accensione, Colossus invia agli stupiti scienziati uno strano messaggio: Esiste un'altra macchina. Egli rivela così l'esistenza di un suo simile, costruito e progettato in Unione Sovietica, battezzato Guardian, che, a sua volta, ha il completo controllo del sistema di armi nucleari sovietico. Con grande stupore degli scienziati di entrambe le parti, i due supercomputer iniziano a stabilire un contatto tra di loro e a comunicare con un codice binario indecifrabile agli umani, al punto che il presidente degli Stati Uniti, d'accordo con il suo corrispettivo sovietico, decide di spegnere le due macchine.
I due computer però reagiscono a questa iniziativa comunicando ai loro creatori che se il collegamento non verrà ripristinato saranno prese delle contromisure. Vedendo non ascoltate le loro richieste, entrambi i computer lanceranno una testata nucleare contro la nazione avversaria, motivo per cui gli umani decidono di assecondare le loro richieste ripristinando le comunicazioni. Ma mentre Colossus riesce a intercettare la testata lanciata contro gli Stati Uniti, Guardian non riesce a fare altrettanto e il missile americano distrugge un'importante città sovietica. Dopo questo incidente, americani e sovietici apprenderanno che le due macchine si sono unite in un unico supercomputer che si è dato il nome di Colossus Due, decidendo di assumere il completo controllo del pianeta.